# AMD Phenom
Der AMD Phenom von AMD ist ein Mehrkernprozessor für Desktop-Computer und ein Vertreter der K10-Generation. Erste Modelle waren ab dem 19. November 2007 erhältlich. Mit der Einführung des neuen Markennamens Phenom reagierte AMD auf die Popularität des Intel Core 2, mit dem die Phenom-Prozessoren konkurrierten. Der Name Phenom trat dabei die Nachfolge des Markennamens Athlon an und ersetzte diesen in den oberen Marktsegmenten.

## Geschichte
Seit der Einführung des AMD Athlon 64 im September 2003 hatten die NetBurst-Prozessoren des Konkurrenten Intel (Pentium 4/Pentium D), insbesondere aufgrund verhältnismäßig hoher Verlustleistung, einen schlechten Ruf. Neuere Prozessoren auf Basis anderer Architekturen nannte Intel daher seit Anfang 2006 Intel Core. Insbesondere die Prozessoren auf Basis der Core-Mikroarchitektur, welche im Sommer 2006 vorgestellt wurden (Intel Core 2), waren sehr erfolgreich. Bereits Ende 2006 stellte Intel zudem den ersten Vierkernprozessor Core 2 Extreme QX6700 vor.
AMD konnte zu diesem Zeitpunkt noch kein Konkurrenzprodukt liefern, da sich die Prozessoren auf Basis der K10-Architektur noch in der Entwicklung befanden. Da der ältere Athlon 64 mit der Leistung der schnellsten Core-2-Modelle nicht mithalten konnte, entschied sich AMD für seine neuen Prozessoren ebenfalls einen neuen Namen zu verwenden. Am 14. Mai 2007 kündigte AMD den neuen Markennamen „Phenom“ an. Phenom rührt von dem englischen Wort phenomenal her, welches die verbesserte Rechenleistung unterstreichen soll.
Der Markteintritt der neuen Prozessor-Generation verlief allerdings nicht problemlos. Der Server-Ableger Barcelona der Opteron-Reihe verzögerte sich laut AMDs CEO Héctor Ruiz um sechs Monate, wodurch sich auch eine Verzögerung des Markteintritts der Desktop-Prozessoren ergab. Auch die Erwartungen, die an die ersten Phenom-Prozessoren, welche allesamt Vierkernprozessoren waren, gestellt wurden, konnten nicht erfüllt werden. Insbesondere stellte ihre Performance weiterhin keine Gefahr für Intels High-End-Prozessoren dar, was zum Teil auch an den unerwartet niedrigen Taktfrequenzen lag. Die Behebung eines Fehlers in der Revision B2 kostete weitere Rechenleistung.
Die Revision B3 korrigierte diesen Fehler, zudem erlaubte sie es AMD am 27. März 2008 Prozessoren vorzustellen, die zum Teil mit etwas höheren Taktfrequenzen liefen. Die Modellnummern dieser Prozessoren enden mit einer 50. Am gleichen Tag führte AMD erste Dreikernprozessoren in den Markt ein. Zur Unterscheidung der Vier- und Dreikerner nannte AMD die Prozessoren der Phenom-Reihe seitdem Phenom X4 und Phenom X3.

## Technik

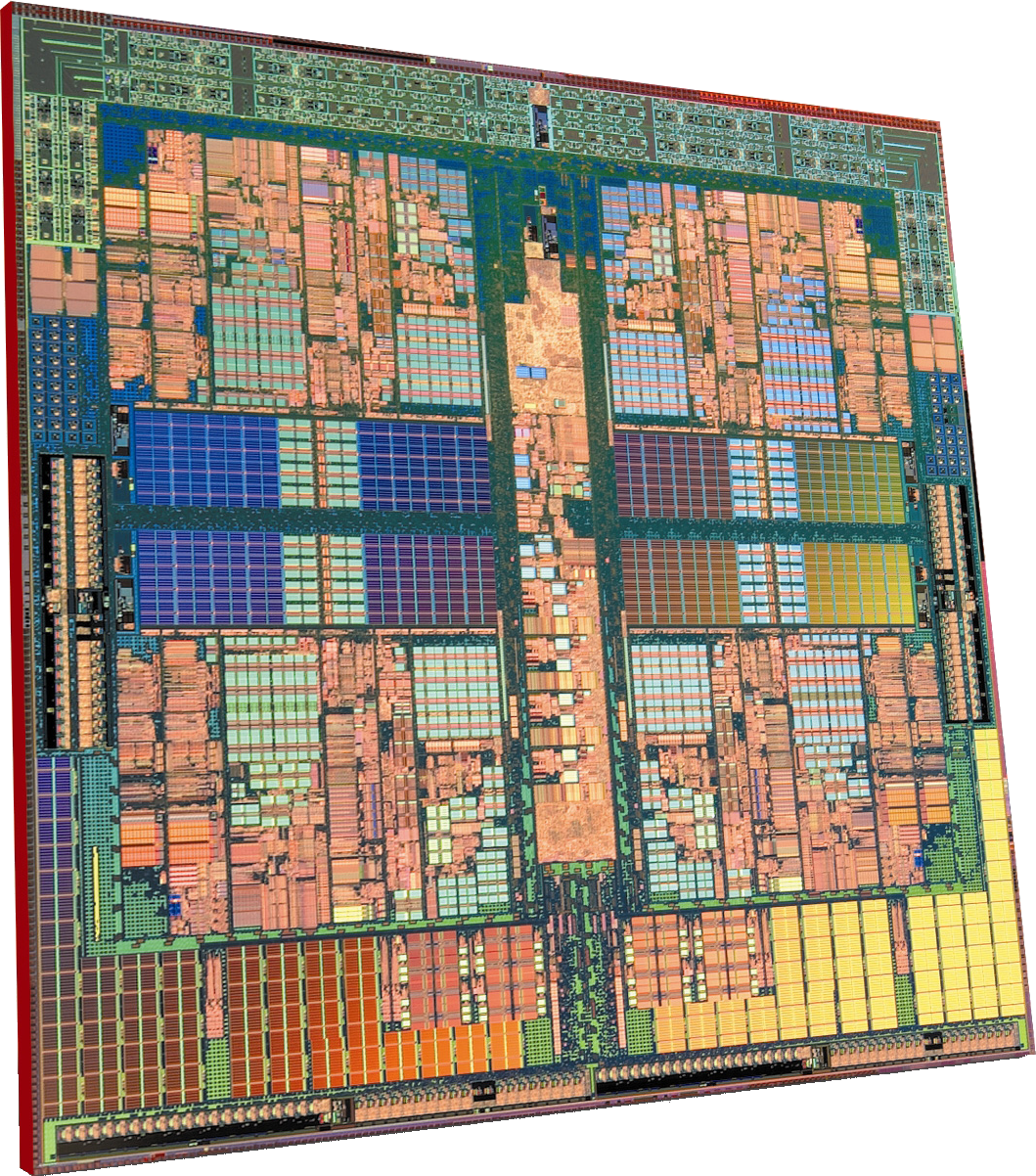
Die eines AMD Phenom

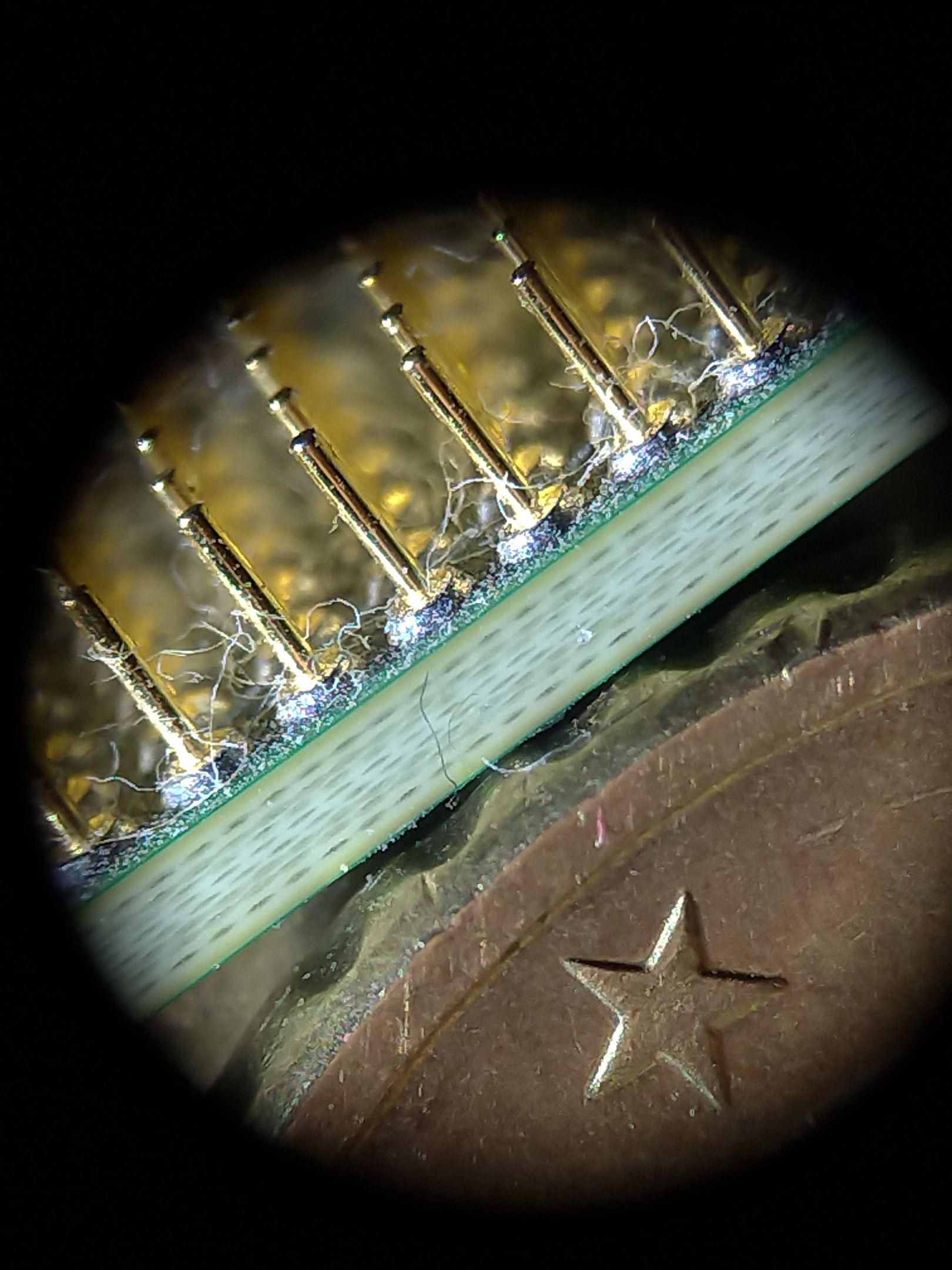
Makroaufnahme einer AMD-CPU mit einer 50-Cent-Münze zum Vergleich

Die Modelle der 9000-Serie sind Vierkernprozessoren (Phenom X4, Quad-Core) und die Modelle der 8000-Serie sind Dreikernprozessoren (Phenom X3, Triple-Core) für den Sockel AM2+ mit jeweils einem L1- und L2-Cache je Prozessorkern und einem zusätzlichen L3-Cache für alle Prozessorkerne gemeinsam. Diese CPUs sind eingeschränkt abwärtskompatibel zum bisherigen Sockel AM2. Die Einschränkungen betreffen z. B. das Heruntertakten einzelner Kerne und weitere Stromsparmechanismen. Dreikernprozessoren werden durch Deaktivieren eines Prozessorkerns realisiert.

### Errata
Prozessoren der Revision B2 besitzen im Translation Lookaside Buffer (TLB) des L2-Caches einen Fehler. Bei diesem handelt es sich um eine so genannte Race Condition zwischen der Aktualisierung veralteter Daten im TLB des L2-Caches und der Speicherung dieser Daten im L3-Cache. Es besteht also für ein kurzes Zeitfenster die Möglichkeit, dass alte, nicht mehr gültige Daten im L3-Cache gespeichert werden und somit die Daten im L2- und L3-Cache inkonsistent sind, was (aus Sicherheitsgründen) meist zum Stillstand des Systems führt.
Zur Fehlerumgehung (Workaround) wurde mittels eines BIOS-Updates der betreffende Bereich des L2-Caches deaktiviert. Des Weiteren wurde auch in das Service Pack 1 von Microsoft Windows Vista die Fehlerkorrektur integriert. Diese Maßnahmen kosten aber im Schnitt 10 % Rechenleistung. Für Linux ist ein Kernel-Patch verfügbar, der diesen Fehler durch Softwareemulation umgeht, ohne dass es zu Performance-Verlusten kommen soll.
Das Erratum wurde in der Revision B3 korrigiert, so dass Prozessoren auf Basis der neuen Revision auch den Translation Lookaside Buffer ohne Einschränkungen nutzen können.

## Nachfolger
Die Prozessorreihe wurde mit der Umstellung auf die 45 nm-Fertigung eingestellt, die neuen Modelle in 45 nm-Fertigung laufen unter der Modellbezeichnung AMD Phenom II.

## Modelldaten

### Vierkernprozessoren

#### Agena
- Verkaufsname: Phenom X4
- Vierkernprozessor (Quad-Core)
- Revisionen: B2, B3
- L1-Cache: je Kern 64 + 64 KiB (Daten + Instruktionen), 2-fach assoziativ
- L2-Cache: je Kern 512 KiB mit Prozessortakt, 16-fach assoziativ
- L3-Cache: 2048 KiB mit 1,6 bis 1,8 GHz, shared, 32-fach assoziativ
- MMX, Extended 3DNow, SSE, SSE2, SSE3, SSE4a, AMD64, Cool’n’Quiet 2.0, NX-Bit, AMD-V
- Sockel AM2+, HyperTransport 3.0 mit 1600 MHz (HT3200) bis 2000 MHz (HT4000)
- DDR2-Speichercontroller: Dual Channel, Unterstützung bis zu DDR2-1066
- Erscheinungsdatum: 19. November 2007
- Fertigungstechnik: 65 nm (SOI)
- Die-Größe: 285 mm² bei 463 Millionen Transistoren
- Taktfrequenzen: 1,8–2,6 GHz
- Modelle: Phenom X4 9100e bis 9950

### Dreikernprozessoren

#### Toliman
- Verkaufsname: Phenom X3
- Dreikernprozessor (Triple-Core), ein Agena-Quadcore mit einem deaktivierten Kern
- Revisionen: B2, B3
- L1-Cache: je Kern 64 + 64 KiB (Daten + Instruktionen)
- L2-Cache: je Kern 512 KiB mit Prozessortakt
- L3-Cache: 2048 KiB mit 1,8 GHz
- MMX, Extended 3DNow, SSE, SSE2, SSE3, SSE4a, AMD64, Cool’n’Quiet 2.0, NX-Bit, AMD-V
- Sockel AM2+, HyperTransport 3.0 mit 1800 MHz (HT3600)
- DDR2-Speichercontroller: Dual Channel, Unterstützung bis zu DDR2-1066
- Erscheinungsdatum: 27. März 2008
- Fertigungstechnik: 65 nm (SOI)
- Die-Größe: 285 mm² bei 463 Millionen Transistoren
- Taktfrequenzen: 1,9–2,5 GHz
- Modelle: Phenom X3 8250e bis 8850